# Final Fantasy II
Pour les articles homonymes, voir FFII et FF2.
Final Fantasy II (ファイナルファンタジーII, Fainaru Fantajī Tsū) est un jeu vidéo de rôle, développé par Square Co., Ltd., sorti sur Famicom (NES) en 1988 au Japon.
À ne pas confondre avec le jeu Super Nintendo Final Fantasy II sorti en Amérique du Nord en 1991, qui est une adaptation de Final Fantasy IV version Easy Type, renommée pour faire suite au premier Final Fantasy car les épisodes II et III ne sont finalement jamais sortis sur ce territoire.

## Trame

### Scénario
L’ambition humaine peut parfois être considérée comme surnaturelle. Lorsque l’on souhaite acquérir le pouvoir divin et contrôler les populations, il est impossible d’atteindre ses objectifs autrement qu’en pactisant avec le démon. Palmécia est l’empereur malsain et destructeur de l’empire du même nom. Ce tyran a réveillé d'anciennes magies obscures afin de semer le chaos et la destruction, son but étant d’asservir le peuple humain. Mais quatre jeunes orphelins — Firion, Maria, Guy et Léon — refusent de se voir imposer une domination aussi soudaine que malfaisante, rongés par la haine depuis l’assassinat de leurs parents par les légions de l’empereur. Voyant leur insoumission, Palmécia se met en tête de poursuivre les quatre survivants et de leur infliger une mort aussi violente que douloureuse. Grâce à l’aide de la princesse Hilda et du vieux sage Minnwu, ils parviendront à s’échapper. L’heure de la vengeance a sonné… Tout semble impossible et pourtant nos quatre orphelins vont réussir à soulever une rébellion contre l’empire, à laquelle viendra s’ajouter l’aide précieuse de personnalités expérimentées, tel que Paul, Gordon, Joseph, Richard, Cid ou encore le vénérable Minnwu.

### Personnages
Personnages jouables

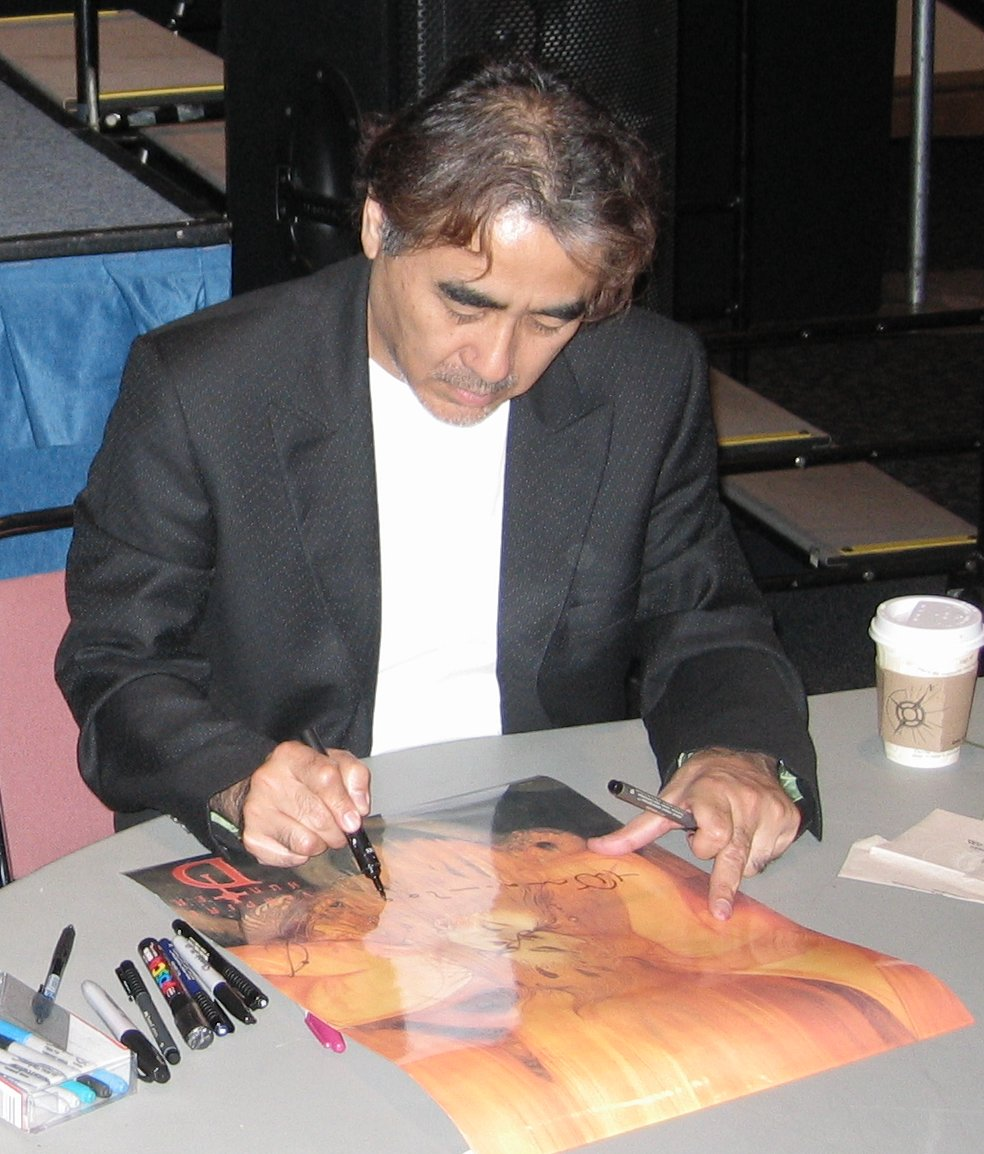
Yoshitaka Amano s'occupe de la création graphique des personnages et des monstres.

- Firion (Frionel) : Le premier des quatre orphelins, adopté par la famille de Maria et Léon. Originaire comme ses amis de la ville de Fynn.
- Maria : Sœur de Léon, elle s'inquiète au début du jeu de ne pas retrouver son frère.
- Guy (Gus) : Le moine, qui sait communiquer avec les animaux.
- Léon (Lionheart, qui sera repris en 1999 par Final Fantasy VIII) : Frère de Maria, il se trouve séparé des autres dès le début du jeu.
- Gareth (Ricard) : Dernier représentant des chevaliers Dragons, peuple exterminé par les troupes de l'empereur.
- Gordon : Prince de Kas'ion, traumatisé par la probable capture de son frère Scott par les troupes de l'Empereur. Il aime secrètement la princesse Hilda.
- Joseph (Josef) : Membre des rebelles dans la ville de Salamand, il se joindra à l'équipe pour aller chercher la cloche divine dans la cave de glace.
- Leila : Pirate qui se mettra au service du groupe à la suite d'une malheureuse tentative de racket...
- Minnwu (Min'u) : Vieux sage, fidèle au roi de Fynn et à sa fille la princesse Hilda.

Personnages non-jouables
- Cid : Personnage récurrent de la série Final Fantasy, il possède le seul airship (aéronef) de ce monde.
- Hilda : Fille du roi de Fynn, elle prend en main la destinée du royaume à la suite de la mort de son père et commande l'armée rebelle, mouvement de résistance contre l'empire.
- Paul (Pavel) : Voleur émérite, il donnera de nombreux coups de main à l'équipe, lui indiquant notamment comment s'introduire dans le palais de l'Empereur.
- Scott : Prince de Kas'ion avec son frère Gordon, il succombera à ses blessures peu après le début du jeu. Fiancé de la princesse Hilda.

## Système de jeu
Le gameplay de Final Fantasy II est assimilable à celui des jeux de rôle de son époque (série Dragon Quest, série Final Fantasy) et reprend dans les grandes lignes les innovations apparues dans le premier opus de  Final Fantasy, notamment les combats en vue objective avec d'un côté les personnages joueurs et de l'autre les ennemis. Cependant, il propose également quelques différences importantes.
Tout d'abord, les personnages jouables possèdent pour la première fois dans Final Fantasy un nom prédéfini (que le joueur peut toutefois modifier s'il le désire), ce qui participe à la création d'un caractère propre pour chaque personnage.
Le système d'évolution est lui particulièrement original et ne sera que peu repris par la suite. Il n'y a en effet pas de gain de points d'expérience, et donc pas de niveaux pour les personnages. Les statistiques du personnage augmentent indépendamment les unes des autres, selon l'utilisation ou l'implication en combat de l'une ou l'autre caractéristique.
Ainsi, un personnage qui subit beaucoup de dégâts voit son endurance (résistance physique) augmenter au terme du combat. Un personnage qui attaque beaucoup voit sa force augmenter. Un personnage qui lance de nombreuses attaques magiques voit son habileté dans cette discipline augmenter. Enfin, un personnage qui se bat à l'épée voit son niveau à l'épée augmenter, alors que celui qui se bat avec un arc augmente ses statistiques à l'arc.
Parallèlement, les statistiques qui ne sont pas entraînées peuvent baisser. Ainsi, un personnage qui lance des attaques physiques mais jamais d'attaques magiques voit son habileté à lancer des sorts baisser.
Le même système est appliqué pour l'évolution des sorts. Tous les sorts acquis sont à l'origine au niveau 1. Plus ils sont utilisés fréquemment, plus leur niveau (et donc leur effet) augmente.
Ce système d'évolution très particulier demande un certain temps d'adaptation. Ainsi, la technique courante qui veut qu'on place les personnages faibles (petit nombre d'HP) en 2e ligne n'est pas applicable en permanence, sans quoi, en évitant les coups, le personnage en question verra son nombre d'HP stagner à un niveau faible alors que la difficulté du jeu augmente.
Autre problème, l'évolution des niveaux de magie est tellement lente que la plupart du temps, les attaques magiques ont un effet dérisoire en comparaison des attaques physiques.
Final Fantasy II marque aussi la première apparition du chocobo, volatile qui peut servir de monture pour se déplacer plus rapidement sur la carte et éviter les combats aléatoires.
Le jeu est resté inédit en anglais jusqu'à la sortie en 2003 de Final Fantasy Origins sur PlayStation, et en français jusqu'à Final Fantasy : Dawn of Souls sorti en 2004 sur Game Boy Advance.

## Musique
Les musiques de Final Fantasy II, composées comme pour le premier opus par Nobuo Uematsu, sont partie intégrante de la qualité de ce jeu comme de la série des Final Fantasy, créant une ambiance particulièrement réussie.
Elles sont sorties sur CD dans deux versions principales :
- All Sounds of Final Fantasy I and II : Musique originale du jeu lors de sa sortie sur Famicom.
- Final Fantasy and Final Fantasy II Original Soundtrack : Musique originale du jeu, réarrangée lors du portage du jeu sur Wonderswan Color et PlayStation.

On trouve aussi certains morceaux de Final Fantasy II réarrangés dans les albums suivants (liste non exhaustive) :
- Final Fantasy Symphonic Suite (pistes réorchestrées)
- Final Fantasy Vocal Collection I -Pray- (pistes vocales)
- Final Fantasy Vocal Collection II -Love Will Grow- (pistes vocales)

Parmi les morceaux les plus connus de cet épisode, outre le thème récurrent de la série et le prélude, on peut citer le Rebel Army Theme, qui s'entend dans le Q.G. de l'armée rebelle à Altea, le Main Theme qui s'entend sur la carte du monde, le Castle Pandemonium du dernier donjon, et le Finale qui sera repris plus tard pour constituer la chanson titre de l'album Final Fantasy Vocal Collection II, Love will grow.
On peut signaler enfin la première apparition du chocobo's Theme, qui reviendra dans tous les opus suivants avec quelques variations.
- Consulter aussi la liste des albums de musique de Final Fantasy.

## Portages et rééditions

### Réédition surFamicom
Au Japon, Final Fantasy et Final Fantasy II ont été réédités ensemble sur Famicom (NES) sous forme d'une unique cartouche, Final Fantasy I and II, le 27 février 1994 à l'occasion de la sortie de la Famicom version AV.
Cette compilation est quasiment identique aux versions individuelles de ces deux jeux.

### Portage sur WonderSwan Color

Nouveau logo utilisé pour les versions WonderSwan Color, PlayStation et Game Boy Advance.

Au Japon, Final Fantasy II a été porté sur WonderSwan Color le 3 mai 2001.
Les capacités de la console ont permis de retravailler intégralement les graphismes, l'aspect de l'écran de combat et les musiques ; l'atmosphère du jeu devient ainsi similaire à celle des épisodes de la série sortis sur Super Famicom (SNES). Les textes des dialogues ont été rallongés et quelques scènes mineures sont plus détaillées.
Le système de jeu a aussi été amélioré. Dans la version Famicom du jeu, si un personnage devait attaquer un monstre alors qu'un de ses camarades venait de tuer cet ennemi, le personnage perdait un tour ; dans la version WonderSwan Color, l'attaque du personnage est automatiquement redirigée vers un autre ennemi comme dans les épisodes plus récents de la série. Dans cette version, une fonction permettant de courir (en maintenant un bouton spécifique appuyé) a été intégrée.
Alors que la cartouche Famicom n'autorisait que deux sauvegardes, la cartouche WonderSwan Color peut accueillir 8 fichiers différents, plus une "sauvegarde temporaire" (memo file).

### Portage surPlayStation
- voir l'article Final Fantasy Origins

### Portage surGame Boy Advance
- voir l'article Final Fantasy I and II: Dawn of Souls

### Portage surPlayStation Portable
Disponible depuis le 7 février 2008 en Europe, en même temps que Final Fantasy 1 sur la console portable de Sony. À noter l'ajout de cinématiques, d'effets visuels pendant le jeu et les combats, d'un système de sauvegarde ou encore de niveaux inédits.

### Portage suriPhone,iPod touch,Android
Le premier et deuxième opus de la série Final Fantasy sont disponibles sur l'App Store français d'Apple depuis le 25 février 2010. Ils sont aussi disponibles sur le Google Play. Les jeux ont entièrement été adaptés à la plateforme tactile.

### Remaster surMicrosoft Windows
- voir l'article Final Fantasy Pixel Remaster